# Chémery-lès-Faulquemont
Pour les articles homonymes, voir Chémery.
Chémery (nom officiel), également appelée Chémery-lès-Faulquemont, est une ancienne commune française du département de la Moselle en région Grand Est. Elle est associée à la commune de Faulquemont depuis 1973.

## Géographie
Ce village est situé dans le pays de Nied, à environ 5 km au sud de Faulquemont.

## Toponymie
- Schoenberg en 1547, Chemeri en 1606[1], Chemerie (carte Cassini)[1], Chemmery en 1793[2], Chemery en 1801[2].
- En allemand : Chemrich[1].

## Histoire
Siège principal de la fabrique du potier gallo-romain Satto.
Village de l'ancien duché de Lorraine, formé depuis 1587 par des étrangers qui reçurent mille jours de bois à déboiser par Paul, comte de Salm, copropriétaire de la seigneurie de Faulquemont.
Le 1er mai 1973, la commune de Chémery est rattachée à celle de Faulquemont, sous le régime de la fusion association.

## Héraldique
| Blason | Blasonnement : De gueules à deux saumons adossés, accompagnés en chef d’une poterie romaine, en flancs de deux croisettes recroisettées au pied fiché, en pointe d’une lettre P, le tout d’argent. Commentaires : Il s'agit des armes brisées de la famille de Salm. |

## Démographie
| 1793 | 1800 | 1806 | 1821 | 1836 | 1841 | 1861 | 1866 | 1872 |
| ---- | ---- | ---- | ---- | ---- | ---- | ---- | ---- | ---- |
| 149  | 165  | 161  | 120  | 169  | 167  | 125  | 118  | 116  |

| 1876 | 1881 | 1886 | 1891 | 1896 | 1901 | 1906 | 1911 | 1921 |
| ---- | ---- | ---- | ---- | ---- | ---- | ---- | ---- | ---- |
| 115  | 111  | 118  | 110  | 99   | 96   | 102  | 78   | 69   |

| 1926 | 1931 | 1936 | 1946 | 1954 | 1962 | 1968 | - | - |
| ---- | ---- | ---- | ---- | ---- | ---- | ---- | - | - |
| 71   | 80   | 79   | 67   | 79   | 86   | 92   | - | - |

## Administration
| Période                                  | Période  | Identité              | Étiquette | Qualité |
| ---------------------------------------- | -------- | --------------------- | --------- | ------- |
| 1959                                     | 1977     | Gustave Soubrouard    |           | Maire   |
| 1977                                     | 2008     | Jean-Marie Matuszczak |           |         |
| 2008                                     | 2020     | Victor Michel         |           |         |
| 2020                                     | En cours | Violette Combas       |           |         |
| Les données manquantes sont à compléter. |          |                       |           |         |

## Lieux et monuments
- Passage d’une voie romaine.
- Église Saint-Nicolas, fin XVIIe siècle.